# Gerimpelde russula
De Gerimpelde russula (Russula olivacea) is een paddenstoel uit de familie Russulaceae. Het is een zeer grote, mild smakende russula met een bruinachtige hoed en okergele lamellen. Kenmerkend is de diep purperviolette verkleuring van het vlees met fenol, een reactie die verder alleen voorkomt bij enkele zeer nauw verwante soorten.

## Kenmerken
Hoed
De hoed is 4–22 cm breed, jong halfbolvormig, later gewelfd tot uitgespreid en soms in het centrum iets ingedeukt. Het hoedoppervlak is bij vochtig weer wat kleverig, maar droog voelt het fluwelig mat aan. De hoedhuid laat zich tot circa een derde afpellen. De hoedrand is bij jonge exemplaren ingerold, later onregelmatig golvend tot gelobd en bij oudere exemplaren soms concentrisch gerimpeld. De kleur is zeer variabel: jong vaak olijfbruin, later overheersen wijnrode tinten, maar ook geelachtige of vleeskleurige nuances komen voor.
Lamellen
De lamellen zijn breed en uitgebucht aangehecht. Ze zijn eerst bleekgeel en verkleuren later naar intens geel tot dooierkleurig. De snede is aan de rand vaak wijnrood tot roze aangelopen. 
Steel
De steel is stevig, 8–15 cm lang en 2–4 cm dik, cilindrisch, jong hard en vol, later wattig gevuld. Hij is wit, meestal met een roze tot wijnrode tint, soms alleen in een zone direct onder de lamellen. De steelbasis is vaak gelig tot bruin verkleurd.
Vlees
Het vlees is wit, jong stevig en slechts zwak vergilvend. Met fenol verkleurt het intens wijnrood (als bosbessensap). De geur is onopvallend en licht fruitig. De smaak is mild tot licht nootachtig, bij ouder exemplaar soms wat papperig. Met ijzersulfaat kleurt het vlees diep roestbruin en met guajak snel blauw.
Sporenprint
Het sporenprint is donker oker-geel (IVc volgens de Schaal van Romagnesi).

## Microscopische kenmerken
De sporen zijn rond tot elliptisch, (8) 9–11 (12) × (7) 8–9,5 (10) µm, met een Q-getal van 1,1–1,3. De sporenornamentatie bestaat uit tot 1,5 µm hoge, meestal losse stekels, soms wat verlengd.
De basidiën zijn 4-sporig knotsvormig en meten 50–63 × 13–15 µm. Pleurocystiden zijn talrijk, spoelvormig, vaak met een kleine eindcel of spits toelopend, 72–100 × 8,5–13 (16) µm. Cheilocystiden zijn eveneens spoelvormig, meestal met afgeronde top, 70–120 × 9–14 µm. Cystiden kleuren met sulfobenzaldehyde niet of nauwelijks.
De hoedhuis bestaat uit cilindrische, golvende, één- tot meermaals septate, vaak vertakte hyfen, met spits toelopende of spoelvormige eindcellen, soms opgeblazen of vaatvormig. De wanden zijn zwak gegelatiniseerd. Pileocystiden en inkrustaties ontbreken.

## Ecologie
De soort is een mycorrhiza-paddenstoel en groeit vooral in beukenbossen, zelden in naaldbossen, vaak in kleine groepen. Hij heeft een voorkeur voor kalkhoudende grond, maar komt ook op silicatierijke bodems voor.

## Verspreiding

Europees verspreidingsgebied

De soort komt voor in Noord-Amerika (VS, Mexico), Noord-Afrika (Marokko) en in grote delen van Europa, waaronder Nederland. In Nederland kom hij zeer zeldzaam voor. Hij staat op de rode lijst in de categorie 'kwetsbaar'.

## Voedselwaarde
De paddenstoel wordt volgens de als eetbaar en smakelijk beschouwd. In enkele gevallen zijn echter maag- en darmklachten gemeld, waarschijnlijk door onvoldoende verhitting. Rauw veroorzaakt de soort hevig braken en diaree.

## Systematiek
Volgens Bon behoort de soort tot de ondersectie Olivaceinae binnen de sectie Alutacea. Leden van deze groep zijn groot, mild van smaak, hebben gele tot wildleerbruine lamellen, geel sporenpoeder en variabel gekleurde hoeden. De purperviolette fenolreactie is voor de groep kenmerkend. De soortnaam olivacea betekent "olijfgroen" en verwijst naar de vaak olijfbruine hoedkleur.

## Foto's

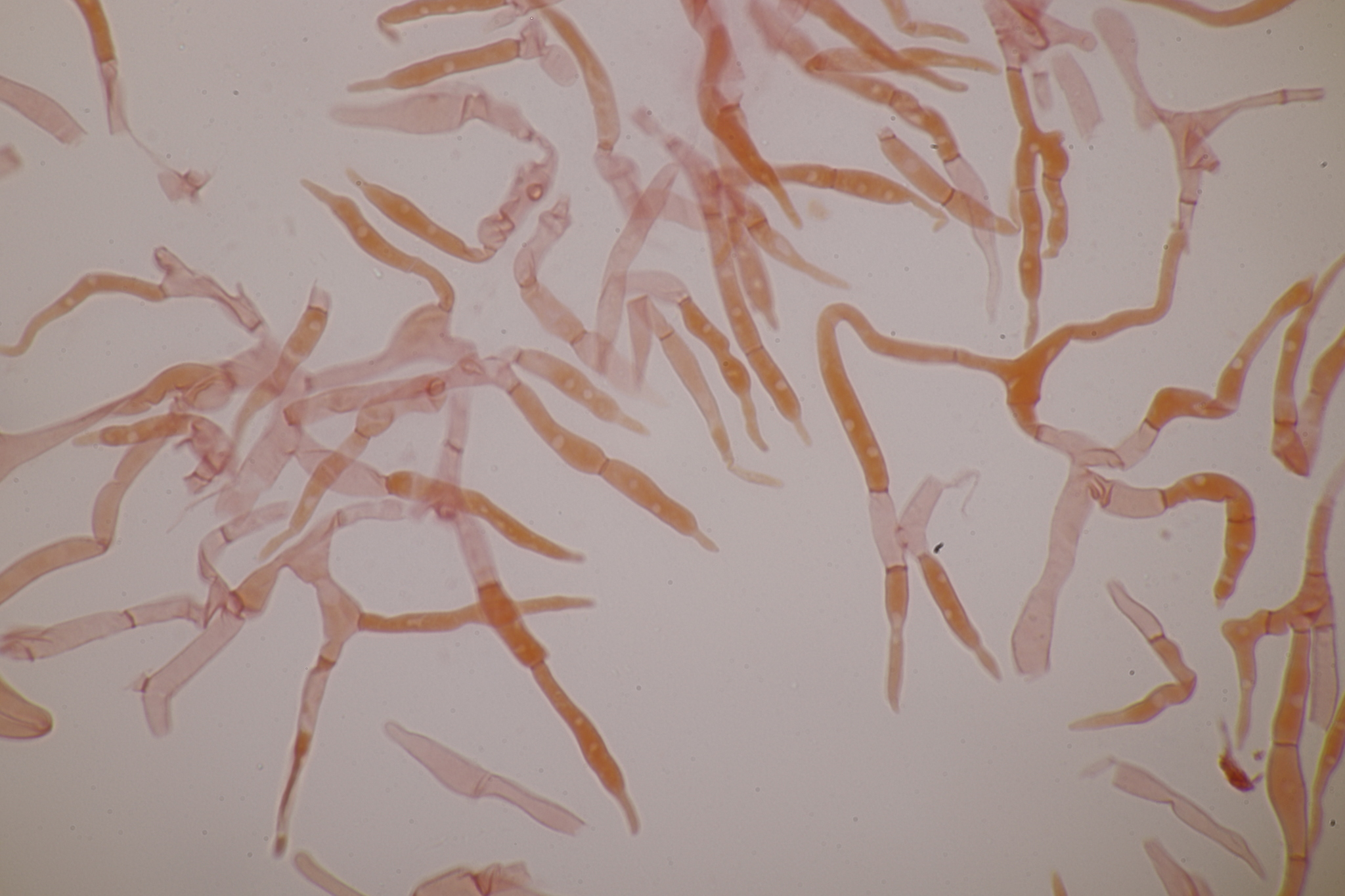
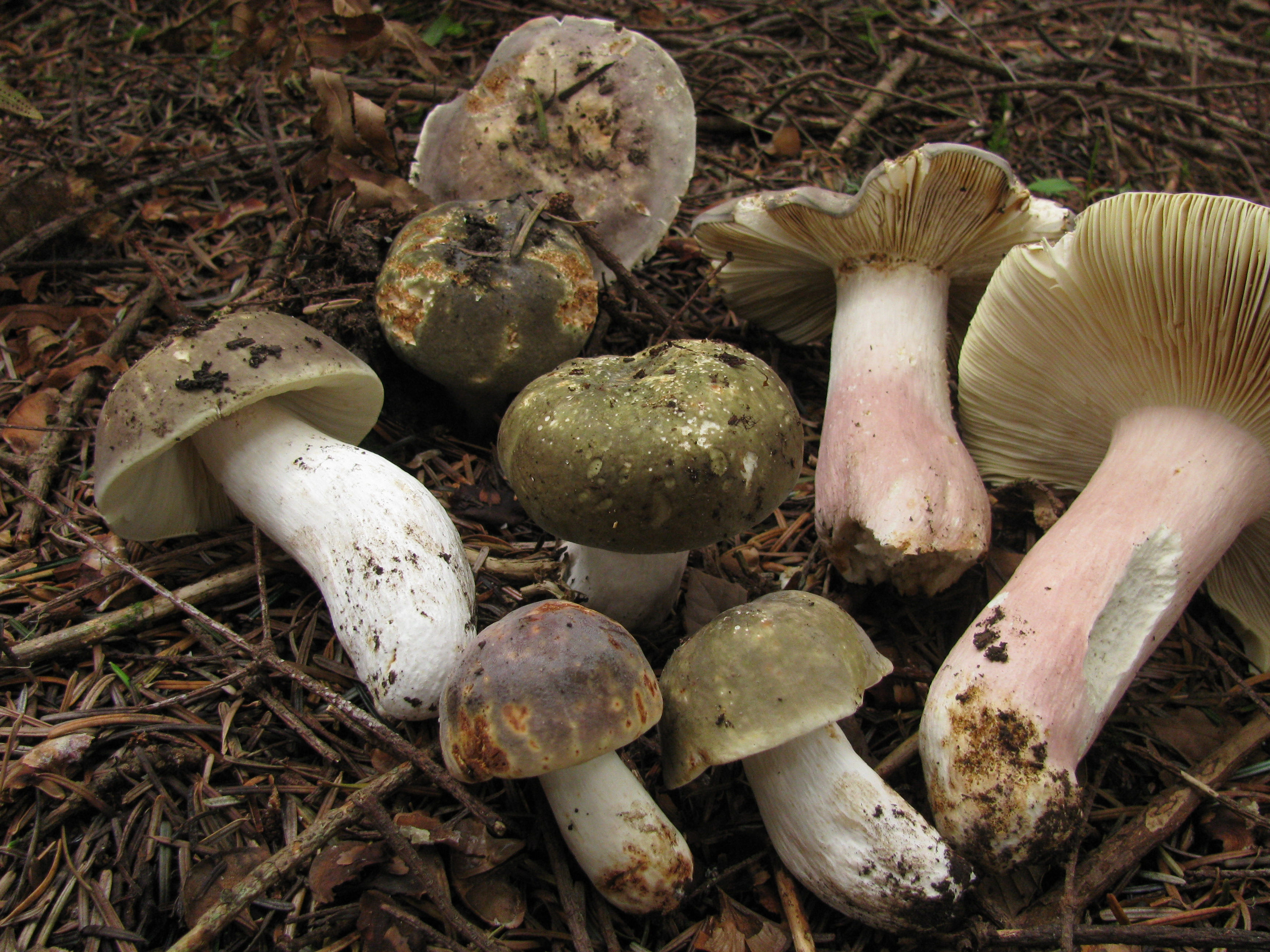
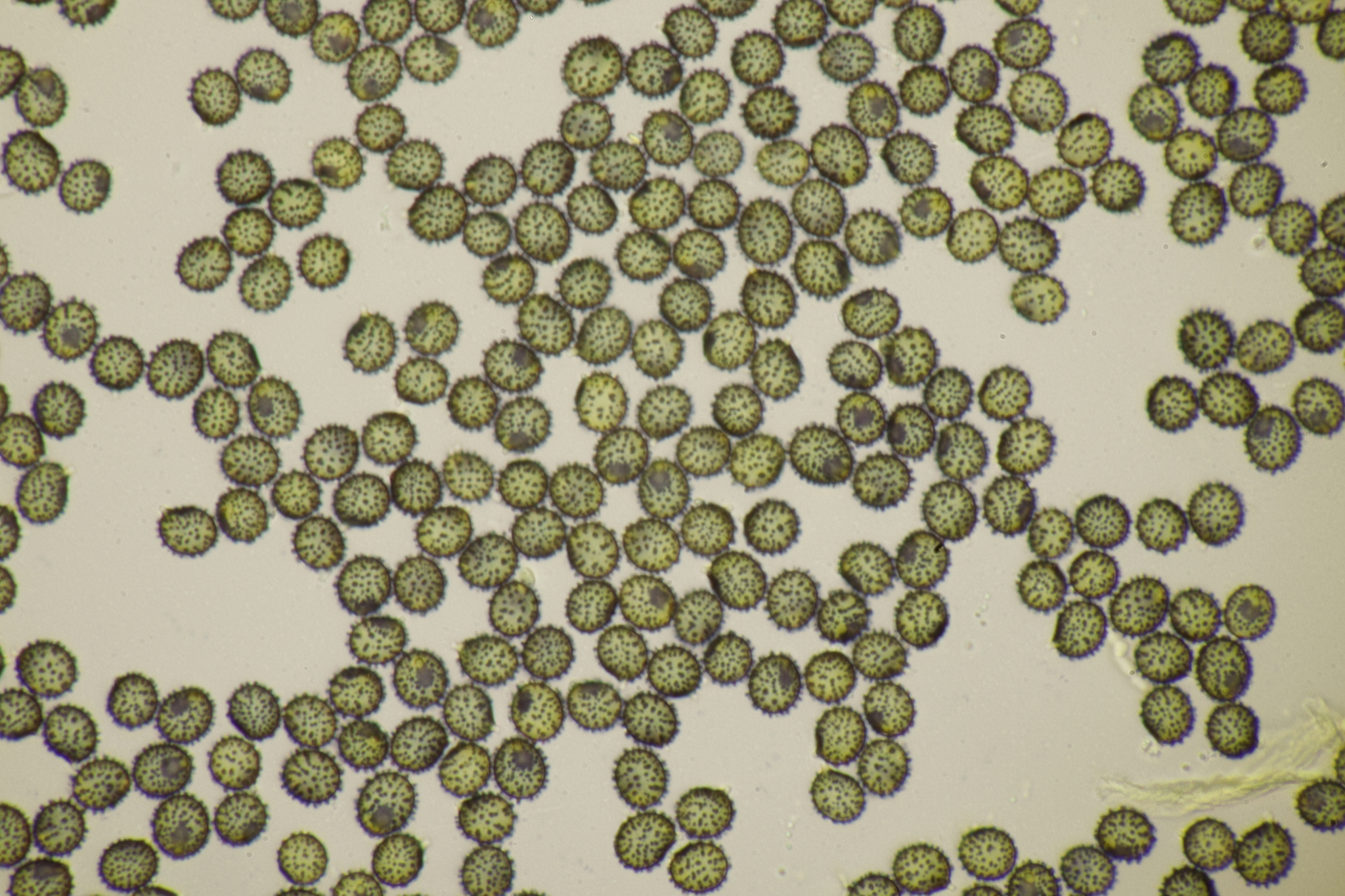
Sporen